# Drame psychologique
Un drame psychologique est un genre cinématographique ou télévisuel qui se caractérise comme un drame dans lequel l'attention sera particulièrement portée à la psychologie des personnages, à leurs problèmes intimes plus qu'au contexte scénaristique. Les personnages y sont confrontés à des doutes, des dilemmes ou à des conflits intérieurs de personnalités. Les épreuves qu'ils vont rencontrer vont souvent les forcer à réagir, leur faisant faire tout un processus psychologique au cours du film, voire une métamorphose.
Des thèmes qui peuvent toucher le souvenir, l'approche de la mort, la recherche du sens, le couple, la famille, la création ou le social.
Le genre se démarque clairement de la comédie dramatique, puisque le drame psychologique est plutôt dénué d'humour. Quand il y a une notion de suspense, on parle plutôt de thriller psychologique.

## Liste de drames psychologiques

### France
- 1933 : L'Homme mystérieux (Obsession) de Maurice Tourneur
- 1934 : Le Bonheur de Marcel L'Herbier
- 1935 : Crime et châtiment de Pierre Chenal
- 1936 : Jenny de Marcel Carné
- 1939 : Nuit de décembre de Kurt Bernhardt
- 1948 : Le Silence de la mer de Jean-Pierre Melville
- 1949 : Manèges d'Yves Allégret
- 1949 : Manon d'Henri-Georges Clouzot
- 1950 : Journal d'un curé de campagne de Robert Bresson
- 1951 : Agence matrimoniale de Jean-Paul Le Chanois[4]
- 1953 : La Vierge du Rhin de Gilles Grangier[4]
- 1956 : Le Sang à la tête de Gilles Grangier
- 1960 : Moderato cantabile de Peter Brook
- 1961 : Léon Morin, prêtre de Jean-Pierre Melville
- 1964 : Rue des cascades de Maurice Delbez
- 1967 : Les Risques du métier d'André Cayatte
- 1969 : More de Barbet Schroeder
- 1971 : Le Souffle au cœur de Louis Malle[3]
- 1971 : Le Chat de Pierre Granier-Deferre[5]
- 1971 : Mourir d'aimer d'André Cayatte
- 1973 : Les Granges brûlées de Jean Chapot
- 1973 : L'Horloger de Saint-Paul de Bertrand Tavernier
- 1976 : La Dentellière de Claude Goretta
- 1976 : Monsieur Klein de Joseph Losey
- 1976 : Le Locataire de Roman Polanski
- 1976 : Un taxi mauve d'Yves Boisset
- 1977 : Le Crabe-Tambour de Pierre Schoendoerffer
- 1977 : Dites-lui que je l'aime de Claude Miller
- 1978 : Un papillon sur l'épaule de Jacques Deray
- 1979 : La Dérobade de Daniel Duval
- 1979 : Le Pull-over rouge de Michel Drach
- 1980 : Une semaine de vacances de Bertrand Tavernier
- 1980 : Un mauvais fils de Claude Sautet
- 1981 : Hôtel des Amériques d'André Téchiné[6]
- 1981 : L'Amour nu de Yannick Bellon
- 1983 : La Diagonale du fou de Richard Dembo
- 1983 : Les Mots pour le dire de José Pinheiro
- 1983 : Sarah de Maurice Dugowson
- 1985 : Péril en la demeure de Michel Deville[7]
- 1986 : Taxi Boy d'Alain Page
- 1986 : La Femme de ma vie de Régis Wargnier
- 1987 : Ennemis intimes de Denis Amar
- 1989 : Les Enfants du désordre de Yannick Bellon
- 1989 : Nocturne indien d'Alain Corneau
- 1990 : Le Petit Criminel de Jacques Doillon
- 1990 : Un week-end sur deux de Nicole Garcia
- 1990 : Malina de Werner Schroeter[4]
- 1991 : J'embrasse pas d'André Téchiné
- 1991 : Sale comme un ange de Catherine Breillat[4]
- 1991 : Mensonge de François Margolin
- 1992 : L'Ombre du doute d'Aline Issermann
- 1994 : La Séparation de Christian Vincent
- 1996 : L'Élève d'Olivier Schatzky
- 1997 : Barracuda de Philippe Haïm
- 1998 : La Classe de neige de Claude Miller
- 1999 : Mauvaise Passe de Michel Blanc
- 2001 : Comment j'ai tué mon père d'Anne Fontaine
- 2001 : L'Emploi du temps de Laurent Cantet
- 2003 : Swimming Pool de François Ozon
- 2004 : Clean d'Olivier Assayas
- 2005 : Frankie de Fabienne Berthaud
- 2007 : Anna M. de Michel Spinosa
- 2008 : Je suis heureux que ma mère soit vivante de Nathan et Claude Miller
- 2009 : Le Dernier pour la route de Philippe Godeau
- 2012 : Le Fils de l'autre de Lorraine Lévy
- 2012 : Louise Wimmer de Cyril Mennegun
- 2013 : Une autre vie d'Emmanuel Mouret
- 2013 : Une histoire banale d'Audrey Estrougo
- 2014 : Near death experience de Gustave Kervern et Benoît Delépine
- 2016 : L'Économie du couple de Joachim Lafosse[3]
- 2019 : Celle que vous croyez de Safy Nebbou
- 2019 : L'Adieu à la nuit d'André Téchiné

### Italie
- 1961 ; La Nuit (La Notte) de Michelangelo Antonioni
- 1968 : Théorème (Teorema) de Pier Paolo Pasolini
- 1977 : Une journée particulière (Una giornata particolare) d'Ettore Scola
- 1982 : La Fille de Trieste (La ragazza di Trieste) de Pasquale Festa Campanile